# Паспаул (река)
Паспаул — река в России, протекает по Чойскому району Республики Алтай. Устье реки находится в 19 км от устья Малой Иши по левому берегу. Длина реки составляет 16 км.

## Данные водного реестра
По данным государственного водного реестра России относится к Верхнеобскому бассейновому округу, водохозяйственный участок реки — Катунь, речной подбассейн реки — Бия и Катунь. Речной бассейн реки — (Верхняя) Обь до впадения Иртыша.